# Catedral de la Inmaculada Concepción (Puducherry)
La Catedral de la Inmaculada Concepción de Puducherry (en tamil: தூய அமலோற்பவ அன்னை பேராலயம்) es la iglesia catedral madre de la archidiócesis católica de Puducherry y Cuddalore en la India. Se encuentra en el territorio de la Unión de Pondicherry. También se le conoce como Samba Kovil (Tamil:சம்பா கோயில்), que es una corrupción fonética de Kovil de San Pablo, donde Kovil quiere decir iglesia.
Los padres jesuitas llegaron a la colonia francesa de Pondicherry como misioneros en 1689. Allí se compraron un jardín muy grande al oeste de la fortaleza francesa. En el 1692 con la ayuda financiera de Luis XIV, rey de Francia, erigieron una iglesia que fue demolida por los holandeses en el año siguiente. Una segunda iglesia fue construida rápidamente en 1699, pero no pudo durar mucho.
Desde 1728 hasta 1736 una gran iglesia fue construida en el sitio de la actual Catedral. Esta tercera iglesia fue arrasada por los británicos en 1761 durante la Guerra de los Siete Años.
Erigida en 1765 provisionalmente (cuarto en la serie) una estructura funcional de forma irregular desde el año 1770 los Padres tomaron serio la construcción de la actual catedral sobre los cimientos de la tercera Iglesia. El 20 de junio de 1791 la obra principal fue terminada y la Iglesia fue consagrada por el obispo Champenois. El campanario fue construido después. El coro se añadió en 1905. El santuario fue remodelado en el año 1970. La explanada delante de la catedral fue remodelada en 1987, para permitir a la gente a participar en las ceremonias litúrgicas y funciones especiales que se realizan al aire libre.